# Іван Томич
Іван Томич (серб. Иван Томић / Ivan Tomić, нар. 1 січня 1976, Белград) — сербський футболіст, що грав на позиції півзахисника, флангового півзахисника. По завершенні ігрової кар'єри — тренер.
Виступав, зокрема, за клуб «Партизан», а також національну збірну Югославії.
Володар Суперкубка Італії з футболу.

## Клубна кар'єра
У дорослому футболі дебютував 1993 року виступами за команду клубу «Партизан», в якій провів п'ять сезонів, взявши участь у 82 матчах чемпіонату. 
Своєю грою за цю команду привернув увагу представників тренерського штабу клубу «Рома», до складу якого приєднався 1998 року. Відіграв за «вовків» наступні два сезони своєї ігрової кар'єри.
Протягом 2000—2001 років захищав на умовах оренди кольори команди іспанського клубу «Алавес».
У 2001 році повернувся до клубу «Рома». Цього разу провів у складі його команди два сезони. 
Згодом з 2003 по 2004 рік знову віддавався в оренду до «Алавеса» та «Райо Вальєкано».
У 2004 році повернувся до клубу «Партизан», за який відіграв 3 сезони. Завершив професійну кар'єру футболіста виступами за команду «Партизан» у 2007 році.

## Виступи за збірні
У 1997 році залучався до складу молодіжної збірної Югославії. На молодіжному рівні зіграв в одному офіційному матчі, забив 1 гол.
У 1998 році дебютував в офіційних матчах у складі національної збірної Югославії. Протягом кар'єри у національній команді, яка тривала 4 роки, провів у формі головної команди країни лише 5 матчів.

## Кар'єра тренера
Розпочав тренерську кар'єру, повернувшись до футболу після невеликої перерви, 2014 року, увійшовши до тренерського штабу національної збірної Сербії.
У 2014 році став головним тренером юнацької збірної Сербії, яку тренував лише один рік.
Протягом тренерської кар'єри також очолював команду клубу «Телеоптик».
Наразі останнім місцем тренерської роботи був клуб «Партизан», головним тренером команди якого Іван Томич був з 2015 по 2016 рік.

## Титули і досягнення
Гравець
- Чемпіон Югославії (3):

«Партизан»: 1993–94, 1995–96, 1996–97
- Володар Кубка Югославії (2):

«Партизан»: 1993–94, 1997–98
- Володар Суперкубка Італії з футболу (1):

«Рома»: 2001
- Чемпіон Сербії і Чорногорії (1):

«Партизан»: 2004–05
Тренер
- Володар Кубка Сербії (1):

«Партизан»: 2015–16